# Экономика Пермского края
Экономика Пермского края — совокупность видов экономической деятельности и отраслей в хозяйстве Пермского края, одном из ведущих регионов России.
Экономика Пермского края имеет многоотраслевую структуру. Отраслями специализации промышленности являются топливно-энергетический комплекс, нефтехимическая промышленность, машиностроение, лесная, пищевая промышленность и др. Экономика района находится в ведении Министерства промышленности, предпринимательства и торговли, Министерства информационного развития и связи, Министерства природных ресурсов, лесного хозяйства и экологии, Министерства экономического развития Пермского края и др. министерств и ведомств края.

## История
Развитие экономики Пермского края обусловлено его природными условиями и людскими ресурсами, наличием в нём полезных ископаемых.  К полезным ископаемым, добываемым в крае относятся: нефть, газ, торф, минеральные соли, золото, алмазы, хромитовые руды, бурые железняки,  известняк, драгоценные, поделочные и облицовочные камни, строительные материалы.
В 1929 году в районе посёлка Верхнечусовские городки на территории Пермского края была обнаружена Нефть. В настоящее время в крае разведано около 160 месторождений углеводородного сырья. Разрабатывается 89 нефтяных, 3 газовых и 18 газонефтяных месторождений. Добыча ведётся в центральных и южных районах края. К освоенным месторождениям относятся: Осиноское, Полазненское, Краснокамское, Куединское, Чернушинское. Северные месторождения (в районе Соликамска, в которых нефть залегает на большой глубине под соляными пластамии, разрабатываются слабо.
Уголь в крае больше не добывается. Кизеловский угольный бассейн долгое время играл важную роль в топливном и энергетическом балансе региона. Максимальный объём добычи угля в 1960 году составлял здесь 12 миллионов тонн, после чего объём добычи постоянно снижался, пока в 2002 году не прекратился совсем.
Верхнекамское месторождение калийных солей в Пермском крае является крупнейшим в мире. Там добываются хлористые соли натрия, калия и магния, а также каменная соль. Площадь месторождения —  1800 км², толщина соленосных слоёв — 514 м.
На Главном Сарановском месторожденим хромитов находятся залежи хромистого железняка. С начала XVIII века в крае разрабатываются месторождения железа и меди. Месторождения золота на Среднем Урале находятся в (Горнозаводском районе, бассейне реки Койва) и на Северном Урале (Красновишерский район в бассейнах рек Велс и Улс).
Издавна новгородские купцы занимались в крае добычей пушнины. Освоение в крае новых земель и строительство поселений положило началу солеварения. Этот промысел на реке Усолка привёл к основанию города Соликамск.
В Соликамском уезде возникло много русских поселений, появился сельскохозяйственный рынок. Одним из первых металлургических предприятий Среднего Урала был Егошихинский медеплавильный завод. Посёлок при заводе стал экономическим и транспортно-перевалочным центром на берегу реки Камы. Вывоз продукции проводился по Чусовой, вниз по Каме, на Волгу.
До конца XIX века Пермская губерния была главным районом горнозаводской промышленности России. Здесь было более 110 горных заводов, на которых выплавляли чугун, сталь, железо, медь. Увеличивало продукцию солеварение — здесь добывали более четверти всей соли в стране. Развитие соляной промышленности, ввод в эксплуатацию Уральской железной дороги стимулировало добычу каменного угля (Кизеловский бассейн).
К концу XIX века в крае удвоилась добыча золота, завершился промышленный переворот на горнозаводских предприятиях.
Развитие торгового земледелия и животноводства способствовали распространению у населения края кустарных промыслов. К  настоящему времени здесь сохранились традиции народных промыслов: гончарного, камнерезного, гранильного, кузнечного, столярного.
К концу XIX века многие металлургические заводы преобразовались в машиностроительные.
В XX веке в Прикамье бурными темпами наращивался промышленный потенциал. В годы Великой Отечественной войны сюда было эвакуировано оборудование более 120 заводов и фабрик. Бурно развивались химическая (добыча минерального сырья, производство минеральных удобрений, соды и кислот), цветная металлургия (производство титана) и нефтеперерабатывающая промышленность.
В настоящее время (2019) в экономике края занято 1 221,1 тыс. человек, число безработных — 60,3 тыс. чел., среднемесячная номинальная зарплата составляет 34 034 руб., величина прожиточного минимума составляет 10566 руб.

## Промышленность
В настоящее время Пермский край — один из экономически развитых регионов России. В 2017 году объём валового регионального продукта составил 1191101,5 млн. руб.
В 2013 году средняя заработная плата составляла 20 700 рублей.
Ключевыми отраслями промышленности края являются: нефтяная, химическая и нефтехимическая, чёрная и цветная металлургия, машиностроение, лесопромышленный комплекс.
Ведущая добывающая компания края — ООО «Лукойл — Пермь». Здесь ежегодно добывается около 10 млн тонн нефти. Нефть добывается на юге, в районах Куединский, Кунгурский, Ординский, Осинский, Частинский и Чернушинский и севере — (Красновишерский, Соликамский и Усольский муниципальные районы).
В Перми работают предприятия по переработке нефти (ООО «Лукойл-Пермнефтеоргсинтез» (ПНОС)) и газа.
Химическая промышленность края занимается производством минеральных удобрений, на долю края приходится 100 % производства калийных удобрений в России. В Пермском крае находится крупное месторождение Верхнекамское месторождение калийных солей. Добыча и производство калийных удобрений осуществляется в Березниках (ОАО «Уралкалий») и Соликамске (ОАО «Уралкалий»). Производством азотных удобрений в Перми занимается ОАО «Минеральные удобрения», в Березниках - ОАО «Азот».
Предприятия нефтегазохимической промышленности края осуществляют первичную переработку сырья. Крупнейшие предприятия отрасли:
- ЗАО «Сибур-Химпром» — Пермь;
- ОАО «Метафракс» — Губаха;
- ОАО «Уралоргсинтез» — Чайковский.

В Перми также расположены предприятия по производству активированного угля (ОАО «Сорбент»), стирального порошка («Хенкель-Пемос»), галогеносодержащих химических продуктов (ОАО «ГалоПолимер Пермь»), фталевого ангидрида (ОАО «Камтэкс-Химпром»).
В Губахе находится коксохимический завод (ОАО «Губахинский кокс»).
Предприятия чёрной металлурги края: завод полного цикла (ОАО «Чусовской металлургический завод») и  ОАО «Лысьвенский металлургический завод».
Цветная металлургия базируется на , содержащей магний и редкие металлы. Заводы по переработке руды Верхнекамского месторождения калийных солей находятся в Березниках (титано-магниевый комбинат корпорации «ВСМПО-Ависма») и Соликамске (ОАО Соликамский магниевый завод). В Перми также действует завод по производству вторичного алюминия (ОАО «Пермские цветные металлы»).
В Перми выпускают продукцию военного назначения. Здесь на предприятиях Мотовилихинские заводы и Пермский моторостроительный комплекс и др. производятся авиационные и ракетные двигатели, нефтедобывающее и горно-шахтное оборудование, бензомоторные пилы, аппаратура связи, суда, кабельная и другая продукция.
Машиностроительные предприятия края расположены в городах Лысьве (производство турбогенераторов), Кунгурe (производство нефтепромыслового оборудования), Очёрe (производство бурового оборудования) и Александровскe (производство горно-шахтного оборудования), а также посёлках Павловский (Очёрский район), Суксун и Юго-Камский (Пермский район).
Лесопромышленный комплекс края эксплуатирует богатые лесные ресурсы Прикамья. Лесозаготовительные мощности расположены на севере края. Здесь расположены три целлюлозно-бумажных комбината: Краснокамскe, Перми и Соликамскe (ОАО «Соликамскбумпром»). Производство фанеры налажено на НАО «СВЕЗА Уральский» (посёлок Уральский, Нытвенский район Пермского края).
Пищевая промышленность края представлена мясокомбинатом (ОАО «Пермский мясокомбинат», который входит в группу «Продо»), молочный комбинат «Пермский» (филиал компании «Юнимилк»), ликёро-водочным предприятием  (ОАО «Пермалко», входит в группу S.P.I.), вино-водочный заводы (ОАО «Уралалко», входит в группу «Синергия»), двумя кондитерскими фабриками («Пермская» и принадлежащая Nestlé «Камская»), хладокомбинат (ОАО "Пермский хладокомбинат «Созвездие», входит в «Комос Групп»), хлебопекарным производством и др. К числу центров пищевого промышленности относятся также города Кунгур (переработка мяса и молока), Краснокамск (мясоперерабатывающее и макаронное производство), а также Чайковский, Лысьва, Кудымкар, Верещагино.
В крае действуют Пермское отделение Свердловской железной дороги (ранее — Пермская железная дорога имени Л. М. Кагановича), ОАО «Судоходная компания "», ФГУП «Пермские авиалинии», международный аэропорт Большое Савино.
Энергетика обеспечивает потребность края в электроэнергии. Суммарная мощность генерирующего оборудования электростанций Пермского края составляет около 6796 МВт.  Крупнейшей электростанцией края является Пермская ГРЭС с мощностью 2 400 МВт. Электростанция расположена в городе Добрянка, Пермского края. В настоящее время собственное потребление электроэнергии края достигает 50 процентов от её производства. Основное потребление приходится на промышленные предприятия.

## Сельское хозяйство
Потенциальное плодородие почв Пермского края высокое с гумусовым горизонтом значительной мощности. На этих почвах целесообразно возделывать овощные, кормовые культуры. Они также являются ценными сенокосными и пастбищными угодьями. Однако значительный объём пашни остро требует внесения фосфорных и калийных удобрений. Болотные почвы (3,5% от общей площади) после осушения культуротехнических и агротехнических мероприятий становятся ценными пахотными и кормовыми угодьями. Сельскохозяйственные угодья занимают 20 % территории Пермского края. 
Более половины территории края (59%) занимают земли лесохозяйственных предприятий.
В настоящее время сельское хозяйство края занимает 25 место среди субъектов РФ по выпускаемой валовой продукции, 25 место — по продукции растениеводства, 23 место — по продукции животноводства. В Пермском крае производится около 1.7 % сельскохозяйственной продукции РФ: 2,4 % картофеля, 1.3 % овощей, 1,9 % кормов, 1.7 % молока, 2 % яиц. 1 % зерна. По производству мяса на душу населения Пермская области, занимает 2 место на Урале, молока — 5 место, хлеба — 3 место, по производству яиц — полное самообеспечение.
В животноводстве преобладает мясное, молочное скотоводство, свиноводство, овцеводство, козоводство, птицеводство (куры, индейки, страусы), коневодство (русская рысистая, русская тяжеловозная).
В крае выращивают рожь, пшеницу, ячмень, овёс, гречиху, просо, кукурузу, лён, рапс, картофель, лук, морковь, капусту, огурцы, томат, петрушку, укроп, сельдерей, редис, салат, кормовые.
Производством сельскохозяйственной продукции и продовольствия  в крае занимаются 290 сельскохозяйственные организации разных форм собственности и организационно-правовых форм,  733 крестьянских (фермерских)  хозяйства и индивидуальных  предпринимателя, более  300 тысяч личных подсобных хозяйств,  46 предприятий  по переработке молока и мяса, 2 предприятия мукомольно-крупяной отрасли.
В 2015 году произведено валовой продукции сельского хозяйства в хозяйствах всех категорий в сумме 46,5 млрд. рублей, в том числе  в сельскохозяйственных организациях  — 24,9 млрд. рублей.
Посевные площади сельскохозяйственных культур  в 2015 году в хозяйствах всех категорий составили 757,2 тыс. га.

## Транспорт

### Железнодорожный
Пермская железная дорога была образована в 1900 году, а основные линии были построены в 1878−1916 годах. Дорога проходила по территории Вологодской, Пермской, Оренбургской, Вятской, Тобольской губерний и соединяла Сибирь и Урал с центральной Россией. Благодаря железнодорожному пути расширились рынки сбыта промышленного сырья, которое получило распространение на всей территории Урала и Западной Сибири.
В 1919 году управление дорог было перенесено из Перми в Екатеринбург. В гражданскую войну на железной дороге было  разрушено 226 мостов, 70 станционных зданий, выведен из строя подвижной состав. В 20-е годы дорога восстанавливалась.
В 1936 г. Пермская дорога переименована в железную дорогу им. Л. М. Кагановича. В 1953 г. Пермская и Свердловская железные дороги объединены в Свердловскую с управлением в Свердловске.
/в настоящее время Пермь является крупным железнодорожным узлом Пермского отделения Свердловской железной дороги (ранее — Пермская железная дорога имени Л. М. Кагановича). На станции Пермь II  осуществляется движение поездов по трём направлениям:
- западному (Казань, Москва, Санкт-Петербург);
- восточному (Кунгур, Екатеринбург → Владивосток);
- горнозаводскому (Углеуральская, Нижний Тагил, Приобье).

См. также: Пермская железная дорога, Список железнодорожных станций и платформ Пермского края.

### Воздушный
В Пермь можно добраться воздушным транспортом. Пермский аэропорт Большое Савино, являющийся международным аэропортом федерального значения, был открыт в 1965 году. Он расположен в 17,6 км к юго-западу от центра города на территории Соколовского сельского поселения Пермского муниципального района, вблизи деревни Савино.
В 2017-2018 году планируется завершение нового аэропорта в крае, находящегося неподалёку от аэропорта Большое Савино. Он будет способен обслуживать до 3 млн человек в месяц.
На аэродроме Большое Савино также дислоцирована военная авиация (6980-2 авиационная группа «Сокол» МО РФ с  истребителями МиГ-31 и истребителями-перехватчиками МиГ-31Б.
См. также: Пермь (аэропорт)

### Автомобильный
Общественный автомобильный транспорт работает в Перми с 1926 года. С этого времени в городе ходит автобус. В 1929 году в городе пущен трамвай. Рост промышленных предприятий города требовал решения проблемы доставки населения к рабочим местам.  К 1940 году в городе действовало 8 маршрутов, протяжённость трамвайных путей составляла 48 км, а парк вагонов – 79. 
В 1960-1970 годы в крае проводилась реконструкция трамвайного хозяйства.
Троллейбусы были пущены в Перми в 1960 году.
В 2015 году в крае на учёте состояло 592 857 автомобилей. По этому показателю Пермский край занял 24-е место в РФ.
См. также: Пермская городская электричка, Пермский трамвай, Пермский троллейбус

## Строительство
В 2015 году в Пермском крае было сдано в эксплуатацию 17 380 квартир общей площадью 1152,2 тыс. м². Средняя цена за квадратный метр жилья в крае составила 35 тысяч рублей и около 50 тыс. руб. — в Перми.

## Туризм
Среди отраслей экономики Пермского края существенную роль играет туризм. Туристские ресурсы края включают в себя памятники природы, реки, города, музеи и др.
Главной достопримечательностью региона является Кунгурская ледяная пещера — одна из крупнейших карстовых пещер в Европейской части России. Общая протяжённость пещеры составляет около 5700 м. Для туристов оборудовано 1,5 км.  В пещере находится 70 озёр и 58 гротов.
В Перми имеется много зданий, включённых в список памятников градостроительства и архитектуры федерального значения. К ним относятся: Спасо-Преображенский кафедральный собор, Успенский женский монастырь, Собор Святых Апостолов Петра и Павла и др. В городе работают несколько театров, музеев, имеется филармония, цирк, кинотеатры и др.
|  |  |  |  |
|  |  |  |  |